# Sanna Marin
Sanna Mirella Marin (Helsinki, 16 november 1985) is een Finse politica. Ze was van 10 december 2019 tot 20 juni 2023 premier van Finland.

## Biografie
Marin studeerde in 2017 af aan de universiteit van Tampere.
Marin is lid van de Sociaaldemocratische Partij van Finland en werd in 2018 voor deze partij minister van Verkeer en Transport. Na het aftreden van Antti Rinne als premier werd Marin op 8 december 2019 gekozen als nieuwe leider van de sociaaldemocraten. Marin werd daardoor op haar 34ste premier van Finland en daarmee de jongste premier ooit van het land.
Nadat ze in april 2023 de parlementsverkiezingen verloor (haar partij werd derde in aantal zetels) kondigde ze aan te zullen vertrekken uit de politiek, later dat jaar. Op 20 juni in dat jaar werd ze als premier opgevolgd door Petteri Orpo. Ruim twee maanden later trad ze ook af als partijleider.

## Beroep versus privé
In augustus 2022 ontstond ophef over een filmpje waarop Marin dansend en zingend te zien was. Het filmpje was gemaakt in de privésfeer maar werd later publiekelijk gedeeld. De premier kreeg hierover kritiek omdat haar gedrag als ongepast en te frivool werd beschouwd voor iemand in haar positie, maar ze kreeg ook veel steun.

## Persoonlijk
Marins vader en moeder scheidden toen ze jong was. Haar moeder voedde haar eerst alleen op, maar kreeg later een relatie met een andere vrouw.
Sanna Marin werd in 2018 moeder van een dochter. In 2020 trouwde ze, maar in 2023, een maand nadat de SDP de verkiezingen verloor, maakte ze bekend te gaan scheiden.
- Gemeinsame Normdatei: 1201331331
- International Standard Name Identifier: 0000 0005 0260 709X
- Library of Congress Control Number: n2022025535
- Nationale Bibliotheek van Letland: 000283513
- Nationale Bibliotheek van Tsjechië: jo20221159991
- Système universitaire de documentation: 276008766
- Virtual International Authority File: 9079157643223038590005
- WorldCat: E39PBJjtbp373DGdkKgBmKd4v3